# Rajd Barum

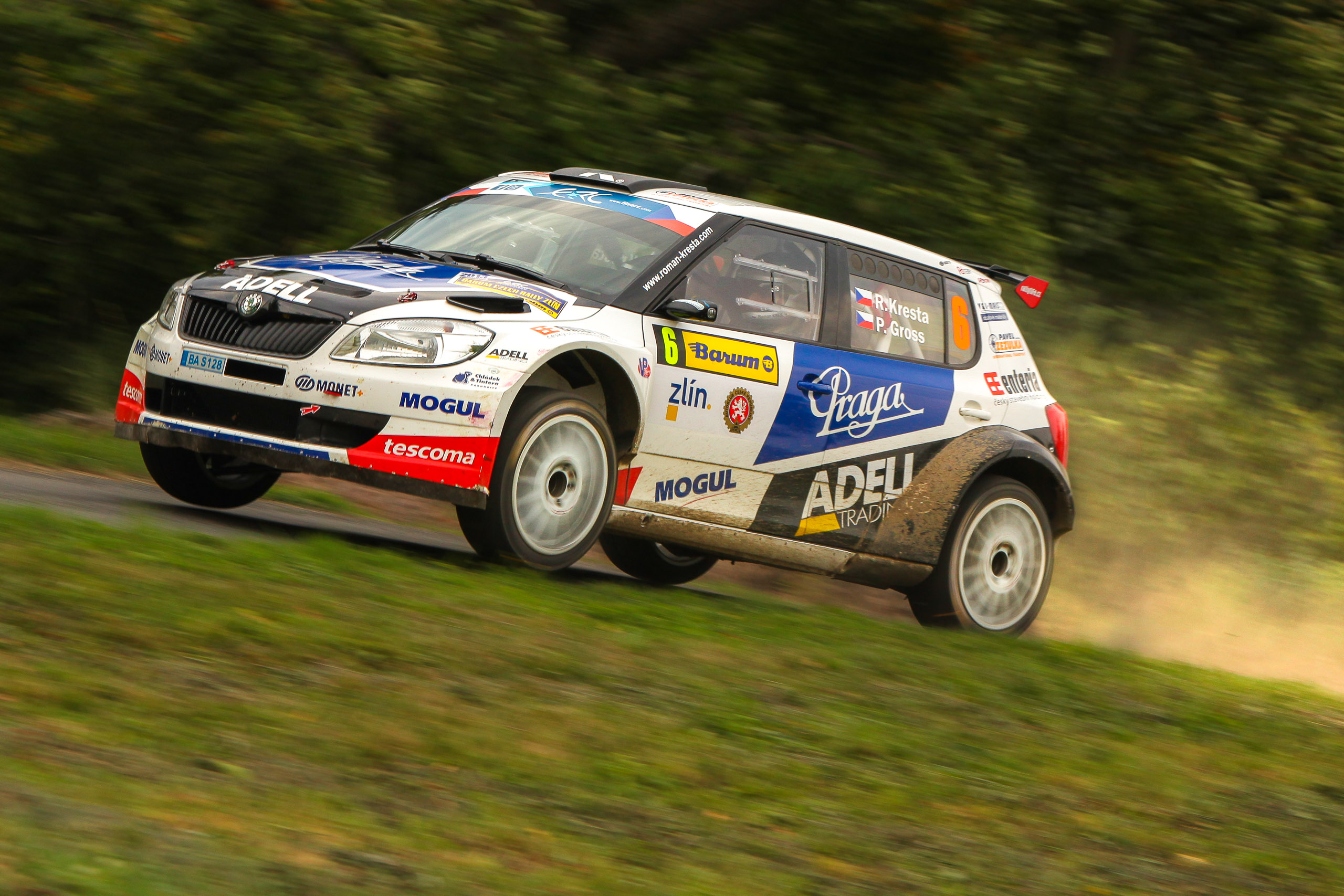
Roman Kresta junior podczas Rajdu Barum 2013

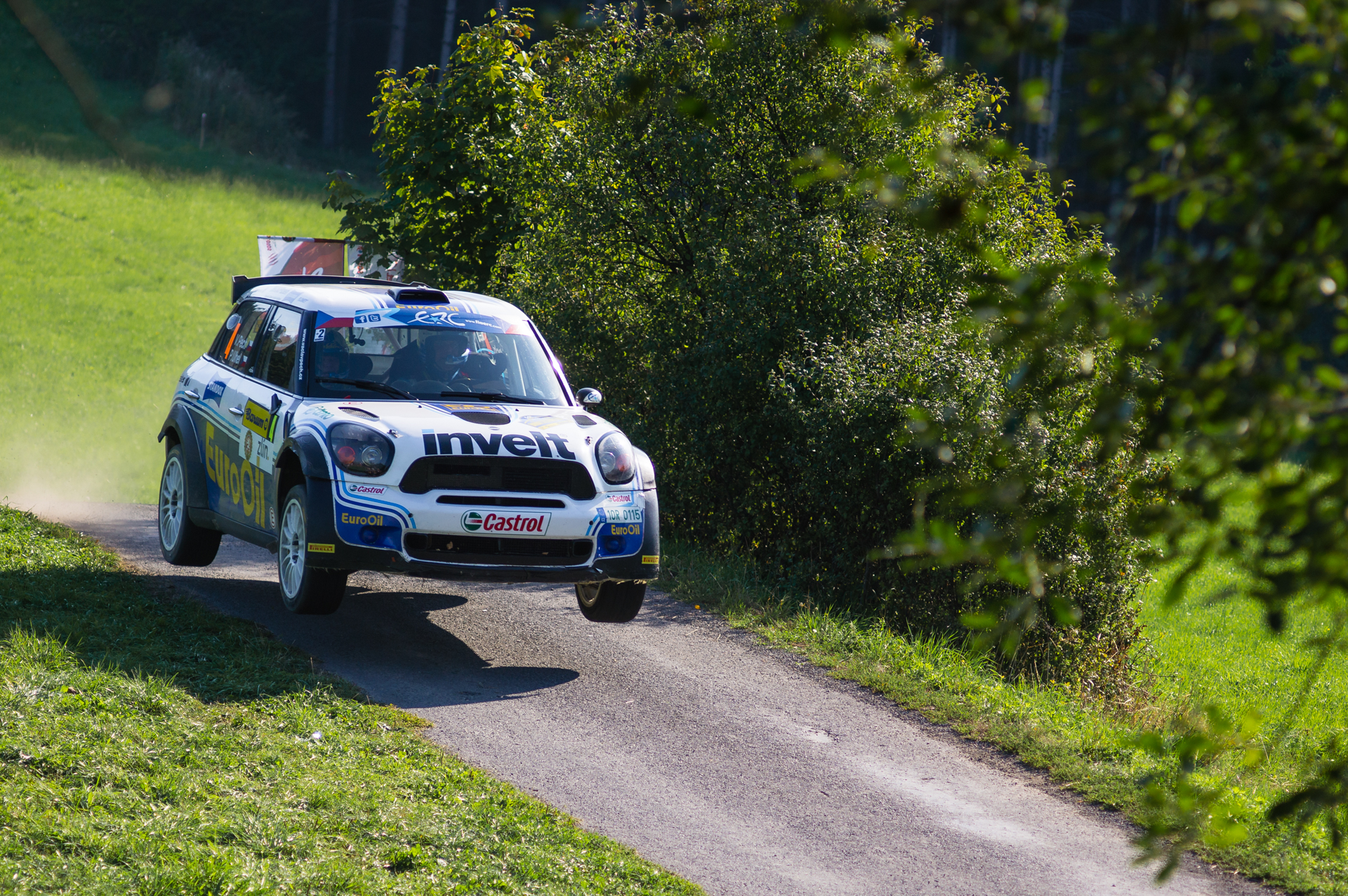
Václav Pech junior podczas Rajdu Barum 2015

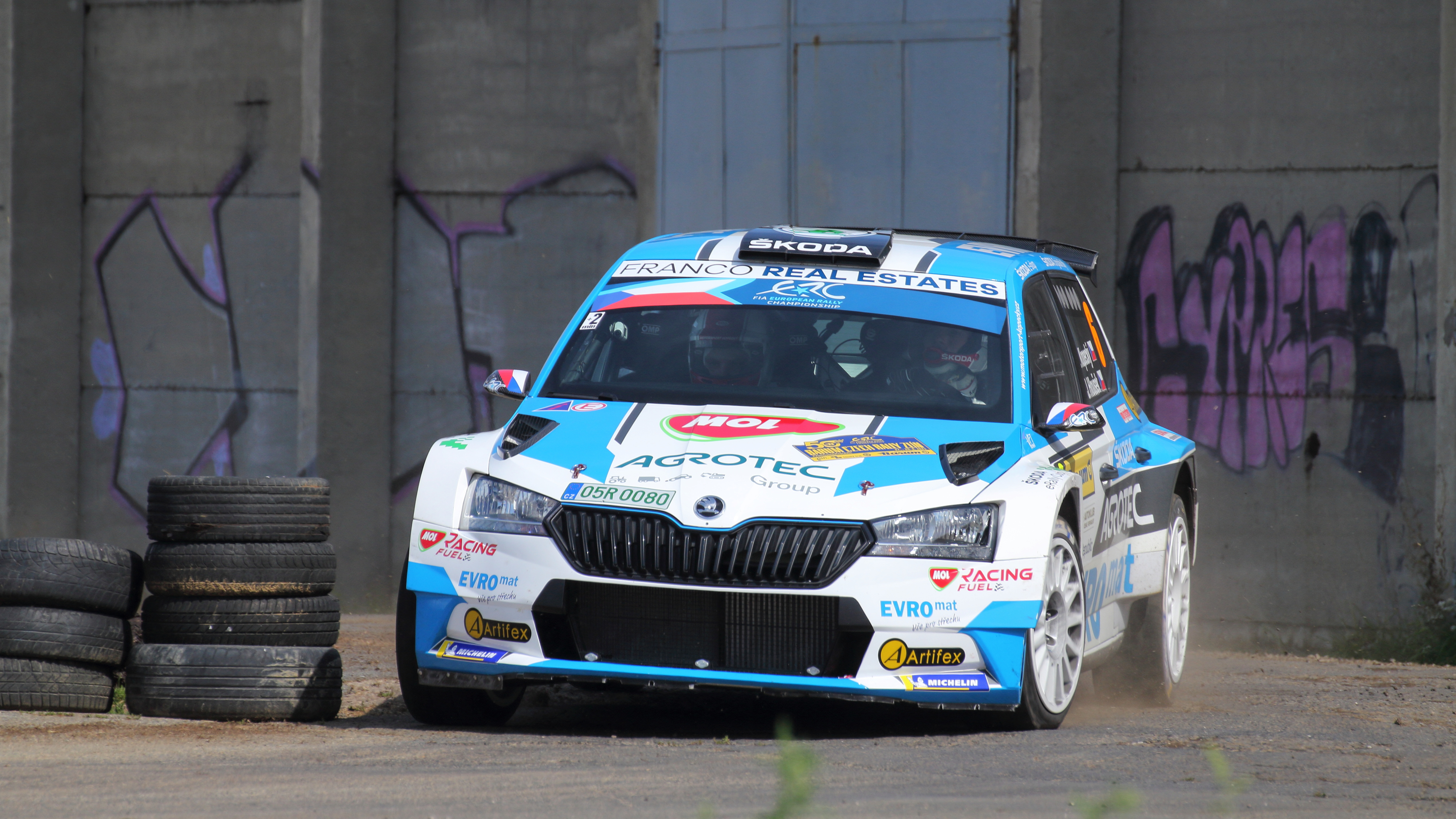
Rekordzista pod względem wygranych w Rajdzie Barum - Jan Kopecký podczas kolejnego zwycięskiego Rajdu Barum 2021

Rajd Barum (Barum Rally Zlín) – organizowany od 1971 roku rajd samochodowy z bazą w Zlín. Odbywa się na asfaltowych trasach wokół tego czeskiego miasta. Od początku istnienia jest jedną z rund rajdowych mistrzostw Czech (wcześniej Czechosłowacji). Z kolei od 1983 roku stanowi eliminację mistrzostw Europy, a w 2007 roku stał się jedną z eliminacji do cyklu Intercontinental Rally Challenge. W ramach IRC dwukrotnie w Rajdzie Barum zwyciężali Czech Jan Kopecký i Belg Freddy Loix, a jeden raz wygrał Francuz Nicolas Vouilloz.

## Zwycięzcy[1]
| Rok  | Kierowca                                 | Pilot                                    | Samochód                                 |
| ---- | ---------------------------------------- | ---------------------------------------- | ---------------------------------------- |
| 1971 | Jan Halmazňa                             | Kostruh                                  | Škoda 1100 MB                            |
| 1972 | Vladimír Hubáček                         | Vojtěch Rieger                           | Renault Alpine                           |
| 1973 | Vladimír Hubáček                         | Stanislav Minářík                        | Renault Alpine                           |
| 1974 | Wolfgang Hauck                           | Willi-Peter Pitz                         | Porsche Carrera 911 SC                   |
| 1975 | Vladimír Hubáček                         | Stanislav Minářík                        | Renault Alpine                           |
| 1976 | John Haugland                            | Arild Antonsen                           | Škoda 130RS                              |
| 1977 | Václav Blahna                            | Lubislav Hlávka                          | Škoda 130RS                              |
| 1978 | Jiří Šedivý                              | Jiří Janeček                             | Škoda 130RS                              |
| 1979 | John Haugland                            | Jan-Olof Bohlin                          | Škoda 130RS                              |
| 1980 | John Haugland                            | Jan-Olof Bohlin                          | Škoda 130RS                              |
| 1981 | Antonio Zanussi                          | Stefano Facchin                          | Porsche Carrera 911 SC                   |
| 1982 | Gerhard Kalnay                           | Ferdinand Hinterleitner                  | Opel Ascona 400                          |
| 1983 | Ladislav Křeček                          | Bořivoj Motl                             | Škoda 130RS                              |
| 1984 | Harald Demuth                            | Willy Lux                                | Audi 80 Quattro                          |
| 1985 | Harald Demuth                            | Emilio Radaelli                          | Audi Quattro A2                          |
| 1986 | Leo Pavlík                               | Karel Jirátko                            | Audi Quattro A2                          |
| 1987 | Attila Ferjáncz                          | János Tandari                            | Audi Coupé Quattro                       |
| 1988 | Franz Wittmann senior                    | Jörg Patterman                           | Lancia Delta HF 4WD                      |
| 1989 | Franz Wittmann senior                    | Jörg Patterman                           | Lancia Delta HF 4WD                      |
| 1990 | Mikael Sundström                         | Juha Repo                                | Mazda 323 4WD                            |
| 1991 | Patrick Snijers                          | Dany Colebunders                         | Ford Sierra Cosworth                     |
| 1992 | Erwin Weber                              | Manfred Hiemer                           | Mitsubishi Galant VR-4                   |
| 1993 | Raimund Baumschlager                     | Klaus Wicha                              | Ford Escort RS Cosworth                  |
| 1994 | Patrick Snijers                          | Dany Colebunders                         | Ford Escort RS Cosworth                  |
| 1995 | Enrico Bertone                           | Massimo Chiapponi                        | Toyota Celica Turbo 4WD                  |
| 1996 | Stanislav Chovanec                       | Henrich Kurus                            | Ford Escort RS Cosworth                  |
| 1997 | Enrico Bertone                           | Michal Kočí                              | Toyota Celica 4WD                        |
| 1998 | Enrico Bertone                           | Michal Kočí                              | Toyota Celica GT-Four                    |
| 1999 | Janusz Kulig                             | Emil Horniaček                           | Toyota Celica GT-Four                    |
| 2000 | Roman Kresta                             | Jan Tománek                              | Škoda Octavia WRC                        |
| 2001 | Roman Kresta                             | Jan Tománek                              | Škoda Octavia WRC                        |
| 2002 | Renato Travaglia                         | Flavio Zanella                           | Peugeot 206 WRC                          |
| 2003 | Václav Pech junior                       | Petr Uhel                                | Ford Focus WRC                           |
| 2004 | Jan Kopecký                              | Filip Schovánek                          | Škoda Fabia WRC                          |
| 2005 | Renato Travaglia                         | Flavio Zanella                           | Renault Clio S1600                       |
| 2006 | Roman Kresta                             | Petr Gross                               | Mitsubishi Lancer Evo IX                 |
| 2007 | Nicolas Vouilloz                         | Nicolas Klinger                          | Peugeot 207 S2000                        |
| 2008 | Freddy Loix                              | Robin Buysmans                           | Peugeot 207 S2000                        |
| 2009 | Jan Kopecký                              | Petr Starý                               | Škoda Fabia S2000                        |
| 2010 | Freddy Loix                              | Frederic Miclotte                        | Škoda Fabia S2000                        |
| 2011 | Jan Kopecký                              | Petr Starý                               | Škoda Fabia S2000                        |
| 2012 | Juho Hänninen                            | Mikko Markkula                           | Škoda Fabia S2000                        |
| 2013 | Jan Kopecký                              | Pavel Dresler                            | Škoda Fabia S2000                        |
| 2014 | Václav Pech junior                       | Petr Uhel                                | Mini Cooper S2000 1.6T                   |
| 2015 | Jan Kopecký                              | Pavel Dresler                            | Škoda Fabia R5                           |
| 2016 | Jan Kopecký                              | Pavel Dresler                            | Škoda Fabia R5                           |
| 2017 | Jan Kopecký                              | Pavel Dresler                            | Škoda Fabia R5                           |
| 2018 | Jan Kopecký                              | Pavel Dresler                            | Škoda Fabia R5                           |
| 2019 | Jan Kopecký                              | Pavel Dresler                            | Škoda Fabia R5 evo                       |
| 2020 | Nie odbył się z powodu pandemii COVID-19 | Nie odbył się z powodu pandemii COVID-19 | Nie odbył się z powodu pandemii COVID-19 |
| 2021 | Jan Kopecký                              | Jan Hloušek                              | Škoda Fabia Rally2 evo                   |
| 2022 | Jan Kopecký                              | Jan Hloušek                              | Škoda Fabia Rally2 evo                   |
| 2023 | Václav Pech Jr                           | Petr Uhel                                | Ford Focus RS WRC '06                    |
| 2024 | Dominik Stříteský                        | Jiří Hovorka                             | Škoda Fabia RS Rally2                    |
| 2025 | Jan Kopecký                              | Jiří Hovorka                             | Škoda Fabia RS Rally2                    |